# Albi di Tex (1960)
Albi pubblicati del fumetto Tex nel 1960. Contengono racconti già usciti nel formato striscia delle cosiddette prima e seconda serie.
Gli albi hanno 162 pagine ognuno.
| Nr. | Titolo             | Mese di pubblicazione | Soggetto               | Sceneggiatura          | Disegni                 |
| --- | ------------------ | --------------------- | ---------------------- | ---------------------- | ----------------------- |
| 7   | Il patto di sangue | gennaio               | Giovanni Luigi Bonelli | Giovanni Luigi Bonelli | Galep                   |
| 8   | Due contro cento   | marzo                 | Giovanni Luigi Bonelli | Giovanni Luigi Bonelli | Galep / Guido Zamperoni |
| 9   | L'ultima battaglia | maggio                | Giovanni Luigi Bonelli | Giovanni Luigi Bonelli | Galep / Mario Uggeri    |
| 10  | Il tranello        | luglio                | Giovanni Luigi Bonelli | Giovanni Luigi Bonelli | Galep                   |
| 11  | Il segno indiano   | settembre             | Giovanni Luigi Bonelli | Giovanni Luigi Bonelli | Galep                   |
| 12  | Il figlio di Tex   | novembre              | Giovanni Luigi Bonelli | Giovanni Luigi Bonelli | Galep                   |

## Trame

### Il patto di sangue
Tex libera Montales dalle prigioni messicane dopo aver sconfitto El Fierro. Tex ritornando in patria viene catturato dai Navajos mentre indaga su un contrabbando d'armi. Lilyth, figlia del capo Freccia Rossa, lo salva sposandolo. Tex, usando come base il campo indiano, si camuffa per compiere delle incursioni contro i trafficanti capeggiati da Jerry Stone.
Capitoli: 
- Si conclude l'avventura precedente da pag. 3 a pag. 66;
- Il Salto del Diavolo: da pag. 67 a pag. 162

### Due contro cento
Tex, insieme a Dinamite a al cane Satan colpisce i trafficanti d'armi e i loro complici Piedi Neri che hanno rapito Lilyth. Tex riesce a salvare la moglie e sconfigge i contrabbandieri con l'aiuto di Kit Carson. Poi lascia il corpo dei Rangers e, stretta amicizia con il Navajo Tiger Jack, segue con lui le tracce della Banda Dalton.
Capitoli: 
- "Il rapimento di Lilyth": da pag. 3 a pag. 120
- "La banda dei Dalton": da pag. 120 a pag. 162

### L'ultima battaglia
Eugenia Moore, innamorata di uno dei Dalton e spia al suo servizio, vista sgominata la banda decide di uccidersi. 
Gli Yaqui vivono nel terrore del sanguinario Dio Puma che pretende sacrifici umani. Tex e Tiger Jack scoprono che lo stregone Toba è dietro all'inganno. Sconfitti i falsi idoli, Tex e Tiger si dirigono verso El Paso e liberandola dal giogo di Don Cesare Ibanez. 
Capitoli: 
- si conclude l'avventura precedente da pag. 3 a pag. 45
- "Il Dio Puma": da pag. 45 a pag. 98
- "Avventura sul Rio Grande": da pag. 99 a pag. 162

### Il tranello
Dopo alcuni anni da quando si è sposato, Tex vive ora nel campo di Freccia Rossa insieme al figlio Kit, avuto da Lilyth, che è morta durante un'epidemia. Kit Carson convince Tex a rientrare nei Rangers e a partire per una nuova missione per bloccare la congrega della Mano Rossa e aiutare così Giubbe rosse a impedire che il Canada torni sotto il monopolio della Compagnia delle Pellicce.

### Il segno indiano
Il sacro wampum salva la vita a Tex e a Gros-Jean che erano finiti nelle mani degli indiani perché i Dakota riconoscono in Tex il capo bianco dei Navajo. L'alleanza fra le tribù ribelli va in frantumi.I Sacks, guidati da banditi bianchi, tentano di rapire Kit Willer per costringere Tex alla resa ma il piano fallisce. Tex e Gros-Jean si recano per conto delle Giubbe Rosse nell'AltoYukon per cercare di fermare una banda di rapinatori che sta seminano il terrore. 
Capitoli:
- si conclude l'avventura precedente da pag. 3 a pag. 66
- "L'impronta misteriosa": da pag. 67 a pag. 162

### Il figlio di Tex
Tex e Gros-Jean, insieme a Jim Brandon, Tiger Jack e Kit Willer, sgominano a Dawson la Banda degli Orsi. Kit, il figlio di Tex, è cresciuto ed è abilissimo con pistola e coltello. Inizia a collaborare con il padre e Kit Carson sventando un complotto ordito da Black Sam e dalla Banda degli Incappucciati.
Capitoli:
- si conclude l'avventura precedente da pag. 3 a pag. 34
- "Il figlio di Tex": da pag. 35 a pag. 162